# Riserva naturale Le Montagne delle Felci e dei Porri
La riserva naturale Le Montagne delle Felci e dei Porri è un'area naturale protetta situata nei comuni di Leni, Malfa e Santa Marina Salina, sull'isola di Salina, nella città metropolitana di Messina. La riserva, istituita nel 1984, copre quasi metà dell'isola, in corrispondenza del monte Fossa delle Felci e del monte dei Porri.

## Storia
La riserva è stata istituita con decreto dell'assessorato regionale del territorio e dell'ambiente numero 87 del 14 marzo 1984.

## Collegamenti esterni

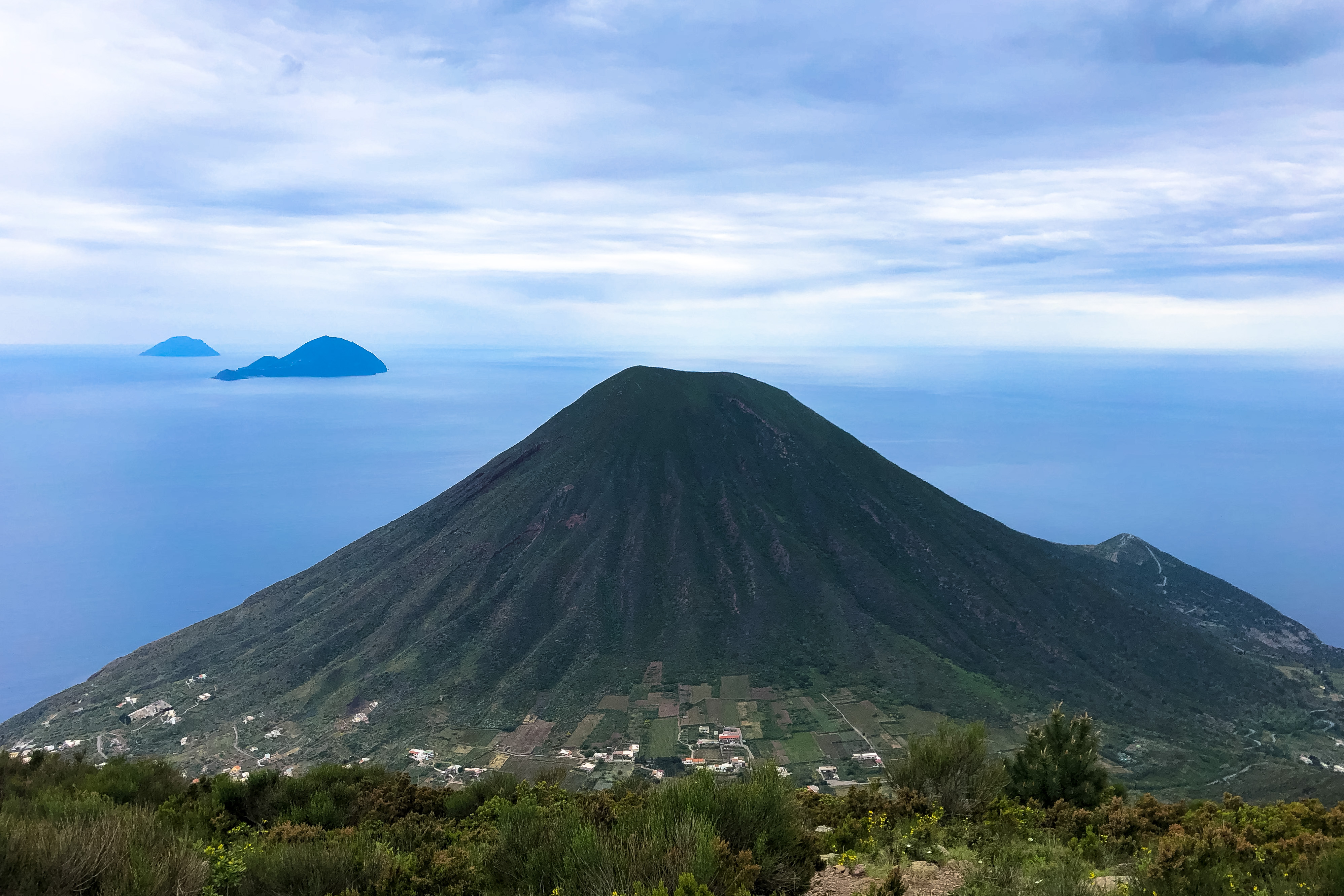
Il monte dei Porri